# 3321 Dasha
3321 Dasha eller 1975 TZ2 är en asteroid i huvudbältet som upptäcktes den 3 oktober 1975 av den ryska astronomen Ljudmila Tjernych vid Krims astrofysiska observatorium på Krim. Den har fått sitt namn efter Dasja från Sevastopol.
Asteroiden har en diameter på ungefär sju kilometer och tillhör asteroidgruppen Astraea.